# Prelska
Prelska je naselje v Mestni občini Velenje.